# Tyra Bolling
Tyra Shardell Bolling (Petersburgo, Virgínia, Estados Unidos em 27 de Junho de 1985) é Tyra Bolling melhor conhecida como Tyra B, é uma cantora e compositora americana. Bolling cresceu cantando com um grupo local com o nome de Kraze'  com sua irmã e agora com o primo por casamento, quando ela tinha 14 anos. Enquanto os outros dois cantores foi para a faculdade, Bolling decidiu seguir uma carreira como cantora.

## Carreira
Em 2005, seus singles "Countru Boy" e "Still in Love" tornou-se Top 40 hit da Billboard Hot/R&B/Hip hop sem qualque apoio de grandes gravadoras. Ela trabalhou com Chingy no remix de "Country Boy", produzido por PrettyBoy e Bradd Young. Seu mais recente single, "Givin'Me a Rush", chegou ao número dois no BET 106 & Park. "Givin'Me a Rush" supostamente foi tirada de seu segundo álbum de estúdio "Past Due". A partir do final de 2010, o segundo álbum de Tyra ainda não foi lançado, mas a música nova está em desenvolvimento, de acordo com seu blog de vídeo self-made que aparece em sua página no MySpace. Em 26 de abril de 2013, a cantora finalmente lançou material musical novo, "The Morning After" mixtape em seu site oficial.

## Discografia

### Álbuns
- Introducing Tyra (arquivado)
- Past Due (arquivado)

### Mixtapes
- 2013: The Morning After

### Singles
| Ano  | Título                                   | Posições | Posições | Posições                              | Álbum             |
| Ano  | Título                                   | U.S.     | U.S. R&B | Note                                  | Álbum             |
| ---- | ---------------------------------------- | -------- | -------- | ------------------------------------- | ----------------- |
| 2005 | "Country Boy"                            | —        | 35       | Produzido por Danja Mowf              | Introducing Tyra  |
| 2005 | "Get No Ooh Wee" featuring Penlope Jones | —        | 62       | Produzido por PrettyBoy & Bradd Young | Introducing Tyra  |
| 2005 | "Still In Love"                          | —        | 40       | Produzido por PrettyBoy & Bradd Young | Introducing Tyra  |
| 2007 | "Givin' Me a Rush"                       | 122      | 36       | Produzido por PrettyBoy & Bradd Young | Past Due          |
| 2012 | "Sex"                                    | —        | —        | Written by Tyra B                     | The Morning After |

## Turnês
- Destiny Fulfilled ... And Lovin' It